# Monika Hausammann

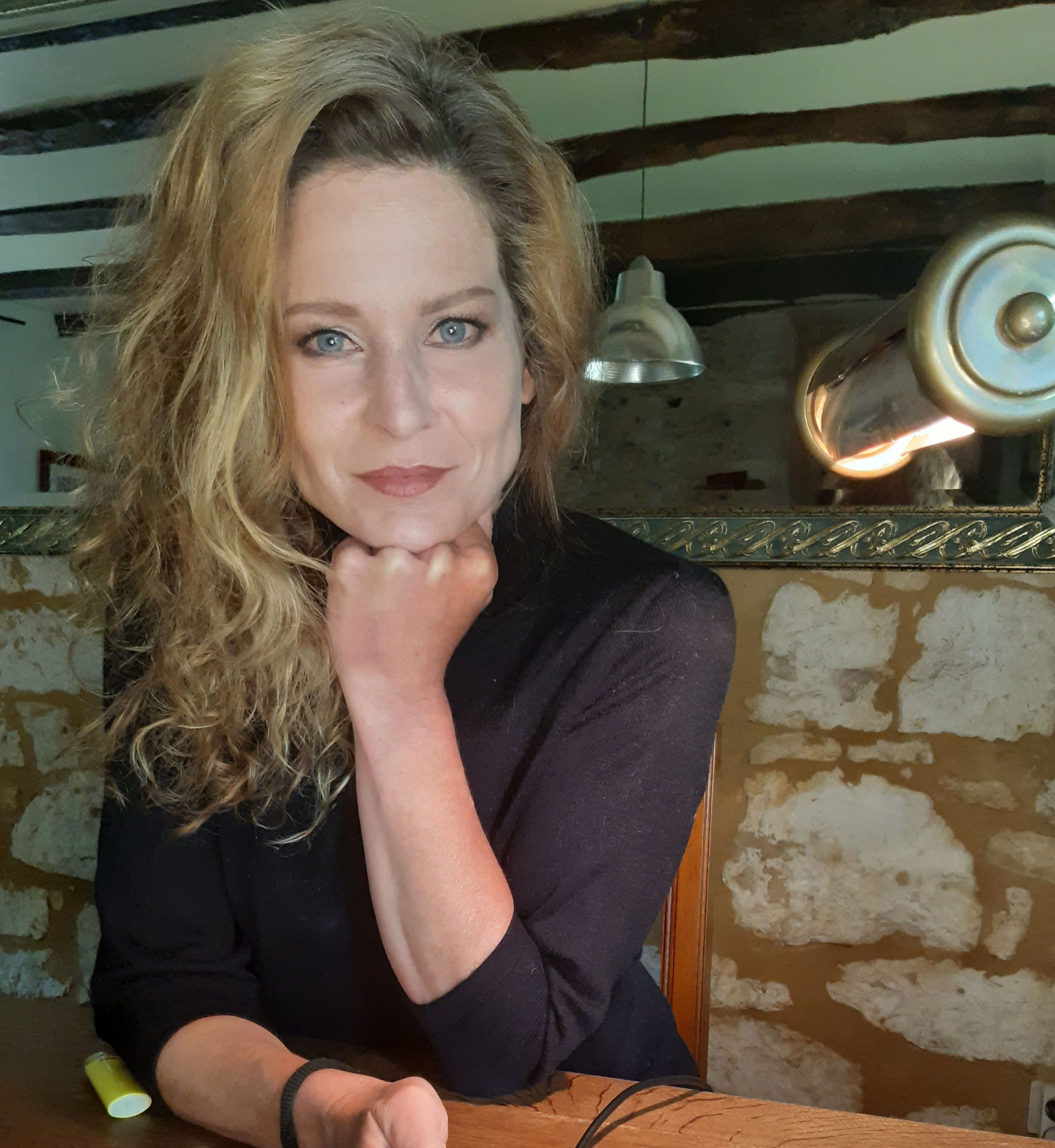
Monika Hausammann

Monika Hausammann (* 1974 in Bern) ist eine Schweizer Schriftstellerin und Kolumnistin. 2016 erschien ihr erster Kriminalroman Die Ministerin unter dem Pseudonym Frank Jordan.

## Leben
Monika Hausammann wuchs im Kanton Bern auf und besuchte das Gymnasium. Ihr Vater, Peter Hausammann, war CEO der Espace Media Groupe.
Im Alter von 17 Jahren ging sie nach Paris und lebte dort ein Jahr alleine. Anschließend finanzierte sie sich erst eine klassische Berufsausbildung und anschliessend ein Studium der Betriebswirtschaft an einer französischen Privatuniversität. Es folgten zehn Jahre in der Privatwirtschaft.
Im Jahr 2016 veröffentlichte sie ihr erstes Buch, den Thriller Die Ministerin. Es folgten 2017 Der Fonds und 2019 Das Attentat. Im Oktober 2020 erschien ihr vierter Roman Ares, ein Politthriller um den Schweizer Geheimdienst. Das Buch wurde in mehreren Zeitungen besprochen und gelobt, unter anderem in der Weltwoche und der Berner Zeitung. Das Deutsche Top Magazin nahm es in seine sechs Lesetipps für den Sommer auf.
Hausammann lebt auf einem Landgut an der französischen Atlantikküste. Sie schreibt neben ihren Romanen regelmässig für die liberale Zeitschrift Schweizer Monat. In der Juli/August-Ausgabe 2021 war die Autorin Titelthema des Magazins. Bei der zehnten Preisverleihung der Bonny Stiftung für die Freiheit anlässlich des Impulsapéros der Anwaltskanzlei Kellerhals Carrard im September 2022 erhielt Hausammann minutenlangen Applaus für ihr einstündiges Referat zum Thema Freiheit.

## Werke
- Die Ministerin. Kein Fall für Carl Brun. Lichtschlag, Grevenbroich 2016, ISBN 978-3-939562-43-6.
- Der Fonds. Kein Fall für Carl Brun. Lichtschlag, Grevenbroich 2017, ISBN 978-3-939562-77-1.
- Das Attentat. Kein Fall für Carl Brun. Lichtschlag, Grevenbroich 2019, ISBN 978-3-939562-88-7.
- Ares. Kein Fall für Carl Brun. Fontis, Basel 2022, ISBN 978-3-03848-243-7.
- Die Große Verkehrung. Dem Humanismus mit biblischem Denken begegnen. Eine Ansage. Fontis, Basel 2022, ISBN 978-3-03848-233-8.